# James Patterson
James Patterson (* 22. března 1947 Newburgh, New York, USA) je americký spisovatel. Prodal více než 300 milionů výtisků svých knih.

## Biografie
Studoval anglický jazyk na Manhattan College a Vanderbilt University v Nashville ve státě Tennessee. V současné době žije se svou ženou Susan a synem Jackem v Palm Beach County na Floridě. Píše thrillery, fantasy i knihy pro mládež.
Napsal sérii knih s detektivem Alexem Crossem, z nichž dvě knihy byly zfilmovány v hlavní roli s Morganem Freemanem. Další řadou jsou příběhy Woman's Murder Club (Dámský vyšetřovací klub). Podle těchto románů vytvořila americká televizní stanice ABC seriál. Jedním z producentů je i James Patterson.
Získal cenu Children's Choice Book Awards Author of the Year 2010.[zdroj?] Nakladatelství Albatros vydalo fantasy Witch and Wizard – Čarodějka a Čaroděj, Maximum Ride.